# Stephenson (locomotief)
De Stephenson is een locomotief die werd genoemd naar de uitvinder van de eerste bruikbare stoomlocomotief George Stephenson. Op 5 mei 1835 reed hij op de spoorlijn tussen Brussel en Mechelen, samen met De Pijl en De Olifant. Het waren de eerste treinen die op het Europese vasteland reden en het was ook de eerste bestelling van de Belgische staat bij de Engelse locomotievenbouwer Stephenson. De Stephenson trok zeven rijtuigen.
George Stephenson reed ook mee tijdens die eerste rit. Hij opende eerder al de spoorlijn tussen Stockton en Darlington in het Verenigd Koninkrijk. Stephenson staat te boek als de uitvinder van de stoomlocomotief. In feite had Richard Trevithick de eerste stoomlocomotief uitgevonden maar die was niet bruikbaar dus staat de titel van uitvinder op de naam van George Stephenson